# Jacqueline Rose
Pour les articles homonymes, voir Rose.
Jacqueline Rose, née en 1949 à Londres, est une professeure et écrivain britannique.

## Biographie et travail universitaire
Née dans une famille juive non pratiquante, elle est connue pour son travail qui met en relation la psychanalyse, le féminisme et la littérature.
Elle a fait ses études au St Hilda's College d'Oxford, sa maîtrise à la Sorbonne et son doctorat à l'université de Londres.
Elle enseigne l'anglais à Queen Mary University of London.
Elle a publié en 2001 Albertine, un roman qui se veut une variation féministe de Marcel Proust. Elle écrit régulièrement dans la London Review of Books.

## Positions politiques antisionistes
Jacqueline Rose a une attitude critique à l'égard du sionisme, le décrivant comme ayant eu "une action traumatisante aussi bien sur les Juifs que sur les Palestiniens". Dans le médium Open Democracy, elle appelle en 2005 à un boycott universitaire et culturel de l'État d'Israël.
Elle est membre du comité de parrainage du Tribunal Russell sur la Palestine dont le début des travaux a été présenté le 4 mars 2009.

## Œuvres
- States of Fantasy, Oxford University Press, USA, 1998  (ISBN 0198183275).
- Albertine, Chatto & Windus, 2001  (ISBN 0701169761)
- The Question of Zion, Princeton University Press, 2005  (ISBN 0691117500).
- The Last Resistance, Verso books, 2007   (ISBN 9781844671243).

## Sources et références
1. ↑  Rosemary Bechler "Nation as trauma, Zionism as question: Jacqueline Rose interviewed", Open Democracy. 17 août 2005.
2. ↑  Jacqueline Rose "Boycotting Israel: a reply to Linda Grant", Open Democracy, 4 septembre 2005.

- (en) Cet article est partiellement ou en totalité issu de l’article de Wikipédia en anglais intitulé « Jacqueline Rose » (voir la liste des auteurs).